# 다키노야촌
다키노야촌(建屋村)은 효고현 야부군에 있던 촌이다. 현재의 야부시 남동단에 해당한다.

## 역사
- 1889년 4월 1일 - 정촌제 시행에 의해 7촌의 구역을 가지고 성립하였다.
- 1956년 9월 30일 - 히로타니정과 합병해 야부정이 성립, 동일 다키노야촌은 폐지되었다.

## 참고문헌
- 角川日本地名大辞典 28 兵庫県